# Pierre Nicolas Perrin
Pour les articles homonymes, voir Perrin.
Pierre Nicolas Perrin, né le 11 octobre 1751 à Wassy, mort le 14 octobre 1794 à Toulon, est un homme politique de la Révolution française.

## Biographie
Fils de Claude Pierre Perrin, marchand, et de Louise Demougeot, Pierre Nicolas Perrin était un des plus riches négociants en toiles de Troyes avant la Révolution.

### Mandat à la Législative
La France devient une monarchie constitutionnelle en application de la constitution du 3 septembre 1791. 
Le même mois, Pierre Nicolas Perrin, alors maire de Troyes, est élu député du département de l'Aube, le neuvième et dernier, à l'Assemblée nationale législative. 
Il siège sur les bancs de la gauche de l'Assemblée. En avril 1792, il vote pour que les soldats du régiment de Châteauvieux, qui s'étaient mutinés lors de l'affaire de Nancy, soient admis aux honneurs de la séance. En août, il vote en faveur de la mise en accusation du marquis de La Fayette. 

### Mandat à la Convention
La monarchie prend fin à l'issue de la journée du 10 août 1792 : les bataillons de fédérés bretons et marseillais et les insurgés des faubourgs de Paris prennent le palais des Tuileries. Louis XVI est suspendu et incarcéré, avec sa famille, à la tour du Temple. 
En septembre 1792, Pierre Nicolas Perrin est réélu député de l'Aube, le troisième sur neuf, à la Convention nationale. Il y est surnommé « Perrin de l'Aube » pour être différencié de son collègue Jean-Baptiste Perrin, député du département des Vosges. 
Il siège sur les bancs de la Plaine. Lors du procès de Louis XVI, il vote la détention, et le bannissement à la paix, et se prononce en faveur de l'appel au peuple et du sursis à l'exécution de la peine. Le 13 avril 1793, il vote en faveur de la mise en accusation de Jean-Paul Marat. Le 28 mai, il vote en faveur du rétablissement de la Commission des Douze. 
Le 23 septembre 1793, Louis-Joseph Charlier (député de la Marne) accuse Perrin de s'être enrichit personnellement en passant une commande de toiles de coton auprès de sa propre maison de commerce. Il est décrété d'accusation devant le tribunal révolutionnaire qui le condamne le 28 vendémiaire an II (le 19 octobre 1793) à être exposé six heures sur l'échafaud et à douze ans de fer. Le 23 frimaire (le 12 décembre), il est remplacé par Alexandre David-Delisle. 
Perrin est incarcéré au bagne de Toulon. Il meurt le 23 vendémiaire an III (le 14 octobre 1794). 
Le 17 fructidor an III (le 3 septembre 1795), sous la Convention thermidorienne, Jean-Baptiste Girot-Pouzol (député du Puy-de-Dôme), membre du Comité de législation, prononce un rapport qui disculpe Perrin, réhabilite sa mémoire et accorde à sa veuve et à ses enfants des indemnités. 

## Sources
1. ↑  Laurent, Émile (1819-1897), Mavidal, Jérôme (1825-1896), Pionnier, Constant (1857-1924) et Tonnier, E., « Archives parlementaires de 1787 à 1860, Première série, tome 34, Liste des députés » , sur https://gallica.bnf.fr, 1890 (consulté le 8 juillet 2025)
2. ↑  Laurent, Émile (1819-1897), Mavidal, Jérôme (1825-1896), Pionnier, Constant (1857-1924) et Tonnier, E., « Archives parlementaires de 1787 à 1860, Première série, tome 41, séance du 9 avril 1792 » , sur https://gallica.bnf.fr, 1893 (consulté le 8 juillet 2025)
3. ↑  Laurent, Émile (1819-1897), Mavidal, Jérôme (1825-1896), Pionnier, Constant (1857-1924) et Tonnier, E., « Archives parlementaires de 1787 à 1860, Première série, tome 47, séance du 8 août 1792 » , sur https://gallica.bnf.fr, 1896 (consulté le 8 juillet 2025)
4. ↑  Claveau, Louis, Ducom, André Jean (1861-1923), Lataste, Lodoïs (1842-1923) et Pionnier, Constant (1857-1924), « Archives parlementaires de 1787 à 1860, Première série, tome 52, Liste des députés par départements » , sur https://gallica.bnf.fr, 1897 (consulté le 8 juillet 2025)
5. ↑  Froullé, Jacques-François (≃1734-1794) et Levigneur, Thomas (≃1747-1794), « Liste comparative des cinq appels nominaux. Faits dans les séances des 15, 16, 17, 18 et 19 janvier 1793, sur le procès et le jugement de Louis XVI [...] » , sur https://gallica.bnf.fr, 1793 (consulté le 8 juillet 2025)
6. ↑  Claveau, Louis, Ducom, André Jean (1861-1923), Lataste, Lodoïs (1842-1923) et Pionnier, Constant (1857-1924), « Archives parlementaires de 1787 à 1860, Première série, tome 62, séance du 13 avril 1793 » , sur https://gallica.bnf.fr, 1902 (consulté le 8 juillet 2025)
7. ↑  Claveau, Louis, Ducom, André Jean (1861-1923), Lataste, Lodoïs (1842-1923) et Pionnier, Constant (1857-1924), « Archives parlementaires de 1787 à 1860, Première série, tome 65, séance du 28 mai 1793 » , sur https://gallica.bnf.fr/, 1904 (consulté le 8 juillet 2025)
8. ↑  Barbier, Gaston, Claveau, Louis, Lataste, Lodoïs (1842-1923) et Pionnier, Constant (1857-1924), « Archives parlementaires de 1787 à 1860, Première série, tome 75, séance du 23 septembre 1793 » , sur https://www.persee.fr, 1909 (consulté le 8 juillet 2025)
9. ↑  Wallon, Henri (1812-1904), « Histoire du tribunal révolutionnaire de Paris : avec le journal de ses actes. Tome 2 » , sur https://gallica.bnf.fr, 1880 (consulté le 8 juillet 2025)
10. ↑  Barbier, Gaston, Claveau, Louis, Lataste, Lodoïs (1842-1923) et Pionnier, Constant (1857-1924), « Archives parlementaires de 1787 à 1860, Première série, tome 81, séance du 22 frimaire an II (12 décembre 1793) » , sur https://www.persee.fr, 1913 (consulté le 8 juillet 2025)
11. ↑  Gazette nationale ou le Moniteur universel n°351, « Convention nationale, séance du 17 fructidor an III (3 septembre 1795) » , sur https://gallica.bnf.fr, 21 fructidor an 3 (7 septembre 1795) (consulté le 8 juillet 2025)

- Ressource relative à la vie publique :   - Base Sycomore
- « Pierre Nicolas Perrin », dans Adolphe Robert et Gaston Cougny, Dictionnaire des parlementaires français, Edgar Bourloton, 1889-1891 [détail de l’édition]
- Révolution française de Jules Michelet